# المركز الرياضي البلدي مورتالاز
المركز الرياضي البلدي مورتالاز (Centro Deportivo Municipal Moratalaz) هو مجمع رياضي يقع في مورتالاز ‏ ، مدريد، إسبانيا. يشمل المرفق الذي تبلغ مساحته 108.3 مترًا مربعًا الملاعب الرياضية التالية: مضمار لألعاب القوى وملعب خارجي لكرة القدم وثلاثة ملاعب كرة قدم داخلية وملعبين أماميين لكرة الباسك وملعب كرة يد وستة ملاعب تنس وملعب كرة طائرة شاطئية ومسبح داخلي وآخر خارجي، ومكان مخصص للرماية، وحلبة للتزلج، وقاعة رياضية داخلية متعددة الاستخدامات. كما يضم مرافق أيضًا للبادل والجمباز الإيقاعي وكمال الأجسام.
يستضيف الملعب اجتماع أتلتيزمو مدريد ‏، وهي منافسة سنوية لسباقات المضمار والميدان السنوي، وكانت جزءًا من التحدي العالمي IAAF ‏ منذ 2010